# Dysschema thyridina
Dysschema thyridina är en fjärilsart som beskrevs av Butler 1871. Dysschema thyridina ingår i släktet Dysschema och familjen björnspinnare. Inga underarter finns listade i Catalogue of Life.